# Ceriporiopsis niger
Ceriporiopsis niger är en svampart som tillhör divisionen basidiesvampar, och som beskrevs av Leif Ryvarden. Ceriporiopsis niger ingår i släktet Ceriporiopsis, och familjen Hapalopilaceae. Arten har ej påträffats i Sverige.